# Kurt Wahmke
Kurt Karl Georg Wahmke (* 2. März 1904 in Göttingen; † 16. Juli 1934 in Kummersdorf-Gut) war ein deutscher Raketenpionier, welcher bei der Raketenforschung für die Reichswehr ums Leben kam. Er war der erste vom Heereswaffenamt angestellte Wissenschaftler auf dem Gebiet der Raketenforschung.

## Leben

### Familie und beruflicher Werdegang
Kurt Wahmke war zweites Kind von Albert Wahmke und Frau Auguste. Er hatte drei weitere Geschwister, einen Bruder Heinrich und zwei Schwestern, Elfriede und Irmgrad. Wahmke wurde am 4. August 1904 evangelisch getauft.
Im Jahr 1906 zog die Familie nach Berlin. Im Anschluss an die Einschulung an der Vorschule des Realgymnasiums Berlin-Pankow im Jahr 1910 erfolgte ein weiterer Umzug, im Rahmen dessen Kurt Wahmke die Vorschule des Königsstädtischen Realgymnasiums besuchte. Im September 1922 legte er die Reifeprüfung ab. Von 1923 bis 1927 studierte Wahmke an der Friedrich-Wilhelm-Universität in Berlin, unter anderem bei Nobelpreisträger Walther Nernst und Max von Laue. Darüber hinaus hatte er im Studium mit einigen bedeutenden Personen zu tun wie Alfred Vierkandt, Gábor Szegő und Arthur Wehnelt. Wehnelt hatte während des Ersten Weltkrieges enge Kontakte zum Militär. Er brachte Wahmke dazu, sein Studium zum II. Physikalischen Institut unter Leitung von Erich Schumann zu wechseln.
Ab dem 25. November 1927 absolvierte Wahmke seine Pflichtzeit beim Militär. Von Juli bis September 1928 arbeitete er in der Kulturabteilung der „Agfa“ Filmfabrik in Berlin. Von Oktober 1928 bis September 1929 arbeitete er an der Oberrealschule in Steglitz und von Oktober 1929 bis September 1930 an der Oberrealschule Burg zu Königsberg. Von Oktober 1930 bis im September 1931 war er als Studienassessor am Gymnasium in Rössel für den mathematischen und naturwissenschaftlichen Unterricht der Oberschule verantwortlich. Zudem musste er sich einer zweiwöchigen Musterung auf dem Truppenübungsplatz Altengrabow bei Magdeburg unterziehen.
Am 1. Oktober 1931 begann Wahmke seine Tätigkeit als Studienassessor an der Heeresfachschule für Wirtschaft in Potsdam. Gleichzeitig begann er Ende 1931 als Doktorand im Gebiet des Flüssigkeitsantriebes von Raketen. Seine Forschungen führte er in der Heeresversuchsanstalt Kummersdorf durch. Im Rahmen seiner Forschungen startete er ab dem 4. Juni 1932 Forschungen mit Raketenöfen auf der Schießbahn West bei etwa 7.135 Metern. Ab September 1932 führte er seine Versuche auf dem II. Prüfstand der Versuchsstelle West fort. Es setzte gasförmigen Sauerstoff in Kombination mit gasförmigem Wasserstoff oder wasserverdünntem Alkohol ein.

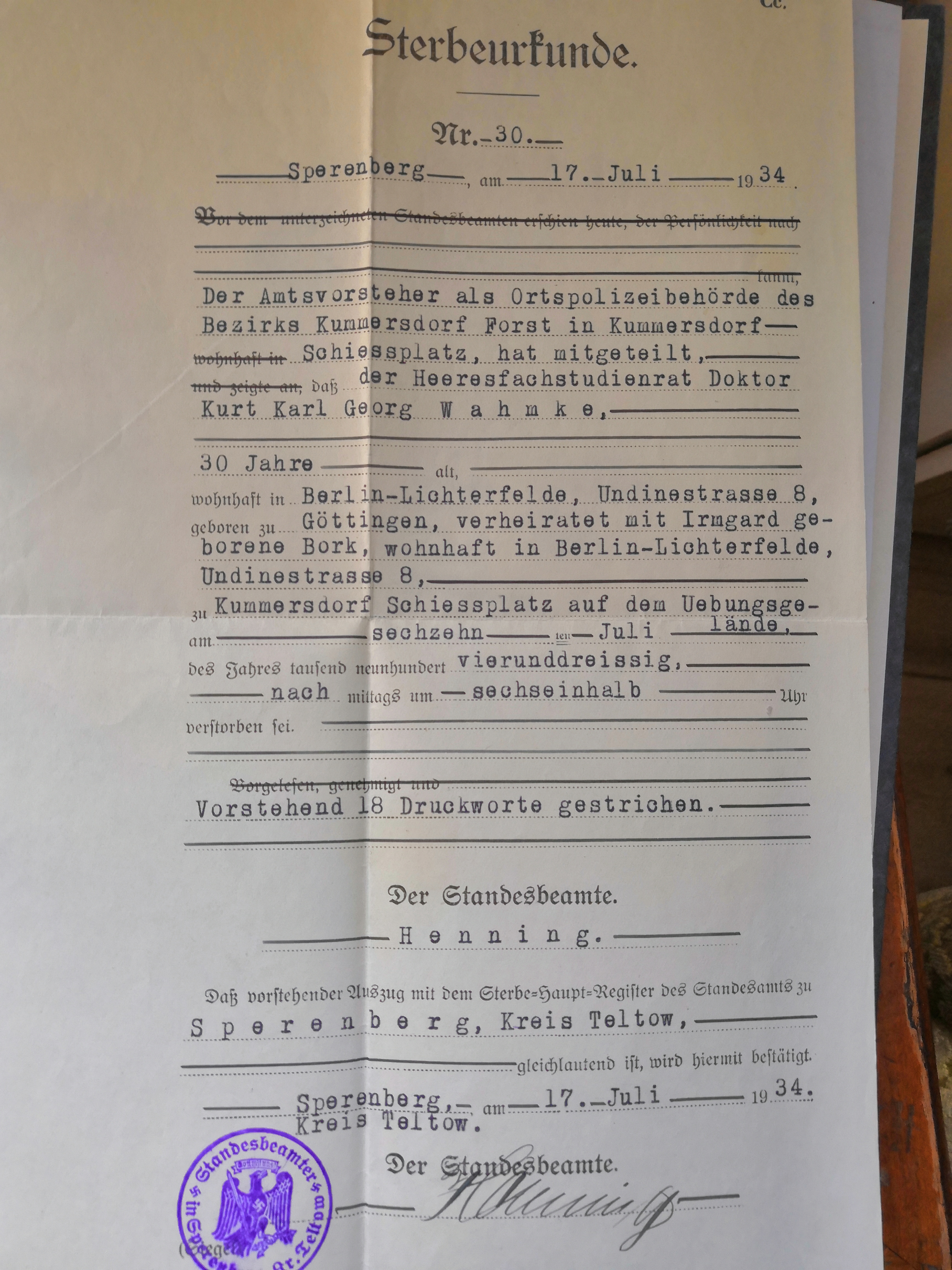
Sterbeurkunde von Kurt Wahmke

Im Jahr 1933 promovierte Wahmke mit dem Thema Untersuchungen über die Ausströmung von Gasen durch zylindrische Düsen (Geheime Kommandosache) unter besonderer Berücksichtigung des Raketeneffekts bei Erich Schumann und Arthur Wehnelt. Seine Doktorarbeit wurde unter dem Aktenzeichen „Wa Prw Z Drg 1/34“ zur Aufbewahrung dem Reichswehrministerium übergeben und als Geheim eingestuft.
Am 19. Mai 1934 heiratet er Irmgard Borg in Witzenhausen/Harz, anschließend unternahmen sie eine Deutschlandreise.

### Unfall in Kummersdorf
Ab 1932 betrieb eine Forschungsgruppe der Reichswehr unter der Leitung von Walter Dornberger die Entwicklung der Flüssigtreibstoffraketen der Typen A1, A2 und A3. Anfang 1933 kam Wahmke zu dem Team um Wernher von Braun, Walter J. H. Riedel, Heinrich Grünow und Walter Dornberger nach Kummersdorf-Gut. Dort war eine Versuchsstelle für Flüssigkeitsraketen vom Heereswaffenamt der Reichswehr eingerichtet worden. Im März 1934 begann er mit der Untersuchung von vorgemischten Treibstoffen, wobei er ein von den Heylandt-Werken in Berlin-Britz gebautes Triebwerk verwendete.
Am 16. Juli 1934 kamen Wahmke, Alvin Conrad und der Feuerwerker Friedrich Wilhelm Vollmeke bei der Explosion eines mit 90%igem Wasserstoffperoxid-Alkohol-Gemisch betriebenen Raketentriebwerkes ums Leben. Wahmke hatte Wasserstoffperoxid und Alkohol gemischt, um diese durch ein einziges Ventil in die Raketenbrennkammer zu schicken. Da dieses Vorgehen extrem gefährlich war, forderte Wahmke seine zwei Mitarbeiter auf, den Prüfstand zu verlassen, diese weigerten sich aber. Die Zündung in der Brennkammer übertrug sich abrupt auf den gesamten Prüfstand, was zum Tod aller drei führte.
Dies war der erste und einzige Vorfall bei der Entwicklung von Raketen durch das Heereswaffenamt, bei dem Todesopfer zu beklagen waren.
Am 16. Juli 1935 unterschrieb Adolf Thiel, welcher unter der Leitung von Schumann in der Forschungsabteilung des Heereswaffenamtes arbeitete, ein Gedenkschreiben an die Angehörigen Wahmkes. Thiel war außerdem dafür zuständig, Wahmkes Forschung weiter zu betreiben.